# Alain Aspect
Alain Aspect (tiếng Pháp: [aspɛ] ⓘ; sinh ngày 15 tháng 6 năm 1947) là một nhà vật lý người Pháp được chú ý vì công trình thí nghiệm của ông về vướng mắc lượng tử.
Aspect đã được trao Giải Nobel Vật lý năm 2023, cùng với John Clauser và Anton Zeilinger, "cho "thí nghiệm với các photon vướng víu, xác lập sự xâm phạm với bất đẳng thức Bell và tiên phong trong khoa học thông tin lượng tử". Những thí nghiệm được đánh giá là mang tính đột phá với các trạng thái lượng tử vướng víu - khi hai hạt hoạt động như một khối thống nhất kể cả khi chúng bị chia tách. Các kết quả của họ đã mở đường cho công nghệ mới dựa trên thông tin lượng tử.
Alain Aspect sinh ra tại Agen, Pháp. Ông nhận bằng tiến sĩ tại Đại học Paris-Sud năm 1983, hiện là giáo sư tại Đại học Paris-Saclay và Viện École Polytechnique.